# レオン・ブルジョワ
レオン・ヴィクトル・オーギュスト・ブルジョワ（フランス語: Léon Victor Auguste Bourgeois, 1851年5月21日 - 1925年9月29日）は、第三共和政時代のフランスの政治家。閣僚評議会議長（首相）を1期務めた。

## 生涯
1851年5月21日にパリで生まれ、法律を学んだ。1876年から公共事業省の下級官僚を務めた後、1882年にタルヌ県の、1885年にオート＝ガロンヌ県の知事を経験してパリに戻り内務省に入った。1887年11月にジュール・グレヴィ大統領が辞任した危機の際には警察長官を務めた。翌年、マルヌ県で選出されて代議院議員になり、代議院でジョルジュ・ブーランジェ将軍に反対する議員の1人として急進左派に加わった。シャルル・フロケ内閣では1888年から1889年に辞任するまで内務大臣の秘書官を務め、1889年にフロケ内閣が総辞職するとランスから選出されて再び代議院議員に就任した。ピエール・ティラール内閣では内務大臣を務め、1890年3月18日からのシャルル・ド・フレシネ内閣（第四次フレシネ内閣）では公共教育大臣を務めた。公共教育大臣として、同年に中等教育の改革を断行した。
1892年のエミール・ルーベ内閣でも公共教育大臣に留任、同年末に成立したアレクサンドル・リボ内閣ではパナマ運河疑獄が起こっている中、司法大臣を務めた。彼はパナマ事件での起訴を積極的に進め、証拠を得るため被告のうち1人の妻に不当な圧力をかけたと疑われたほどだった。この疑いにより1893年3月に一度辞任したが、すぐに司法大臣に再就任、以降は内閣の総辞職まで務めた。
1895年11月に急進派内閣を組閣したが、元老院が内閣への対抗として金銭法案の可決を長期間拒否したため憲政危機が起こった。ブルジョワ内閣はこれを元老院による憲法違反行為であると主張して、世論を味方につけて元老院に意思を押し通そうとしたが、世論が無関心だったため失敗、内閣は辞任を余儀なくされた。その後、1898年のアンリ・ブリッソン内閣で再び教育大臣を務め、大人向けの初等教育コースを整備した。ブリッソン内閣は短期間で崩壊したが、ブルジョワは翌1899年のハーグ平和会議でフランス代表を務め、1903年には常設仲裁裁判所の判事に任命された。そのため、ピエール・ワルデック＝ルソー内閣とエミール・コンブ内閣期には外国を回ることが多く、本国の政争からは距離を置いた。また、1902年と1903年の2度にわたって代議院議長に選出された。
1905年にマルヌ県から選出されて元老院議員になり、1906年5月にはフェルディナン・サリアン内閣で外務大臣を務め、アルヘシラス会議におけるフランスの立場を決定した。その後、1912年に労働・社会保障大臣を、1914年に外務大臣を、1917年に労働・社会保障大臣を務めた。
第一次世界大戦後は国際連盟の創設に加わり、初代総会議長を務めるなどして、1920年にノーベル平和賞を受賞した。フランス代表として出席した国際連盟委員会に関するパリ講和会議では日本代表が提示した人種差別撤廃案に強く賛同した。同1920年1月、元老院議長に選出された。
1925年に死去した。